# Xian de Shangli
Le xian de Shangli (上栗县 ; pinyin : Shànglì Xiàn) est un district administratif de la province du Jiangxi en Chine. Il est placé sous la juridiction de la ville-préfecture de Pingxiang.

## Démographie
La population du district était de 457 586 habitants en 1999.